# Littérature danoise
Pour un article plus général, voir Littérature nordique.

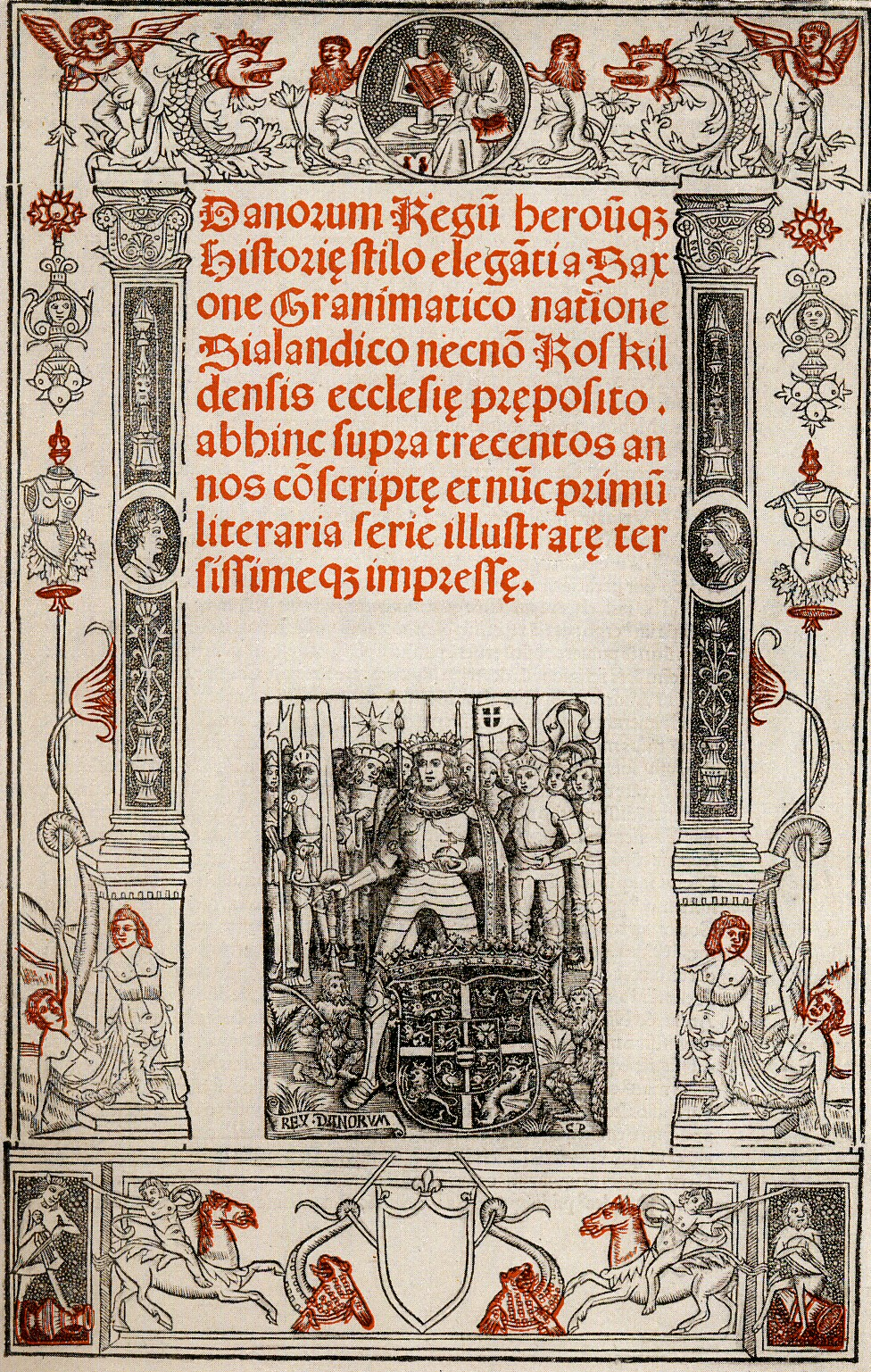
Détail de la Geste des Danois (Gesta Danorum).

La littérature danoise est la littérature écrite en langue danoise (environ 6 000 000 de locuteurs) ou au Danemark.

## Avant la période moderne
Ni l'âge du bronze danois ni l'âge du fer germanique n'ont livré de documentation suffisante. 
Le proto-norrois (IIIe-VIIe) est une variante du proto-germanique, écrite en vieux futhark puis en  futhark récent.
Les premiers écrits semblent être les runes, à partir du IIIe siècle, dont Ole Worm (1588-1654) fait le premier relevé connu.
- Pierre runique, Codex Runicus, Liste de pierres runiques au Danemark

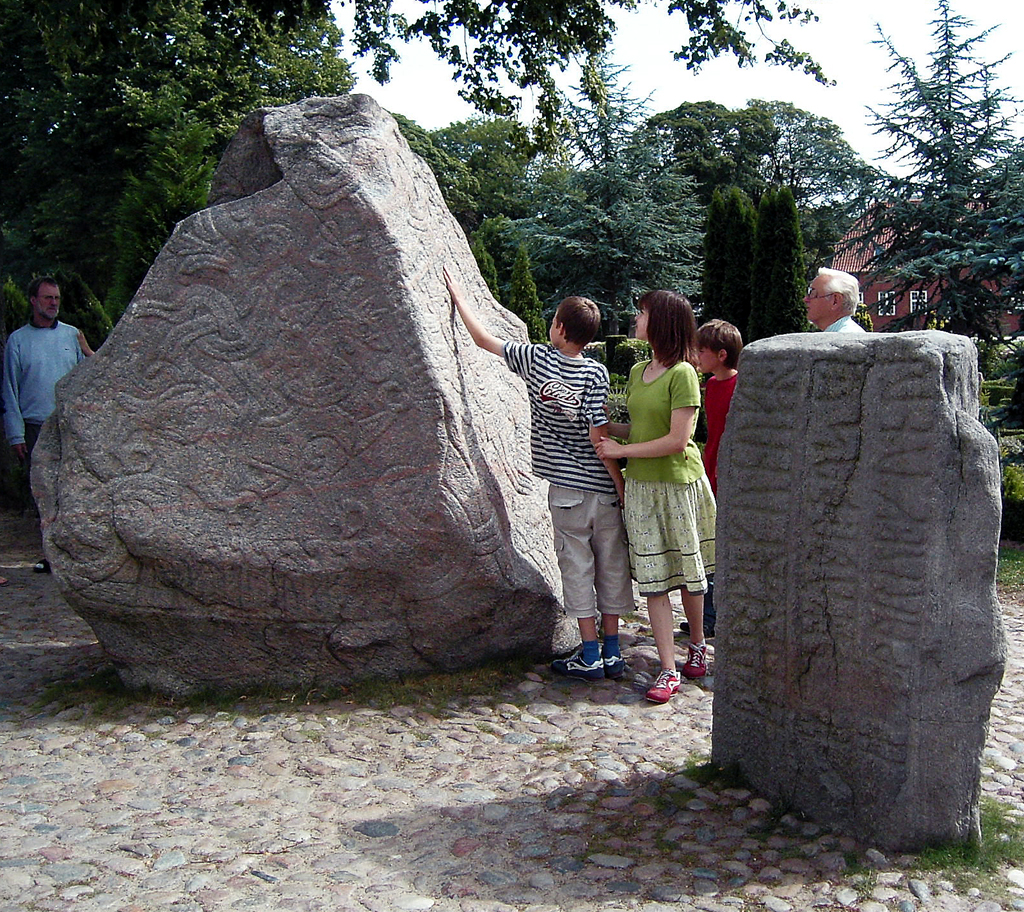
Une des pierres de Jelling
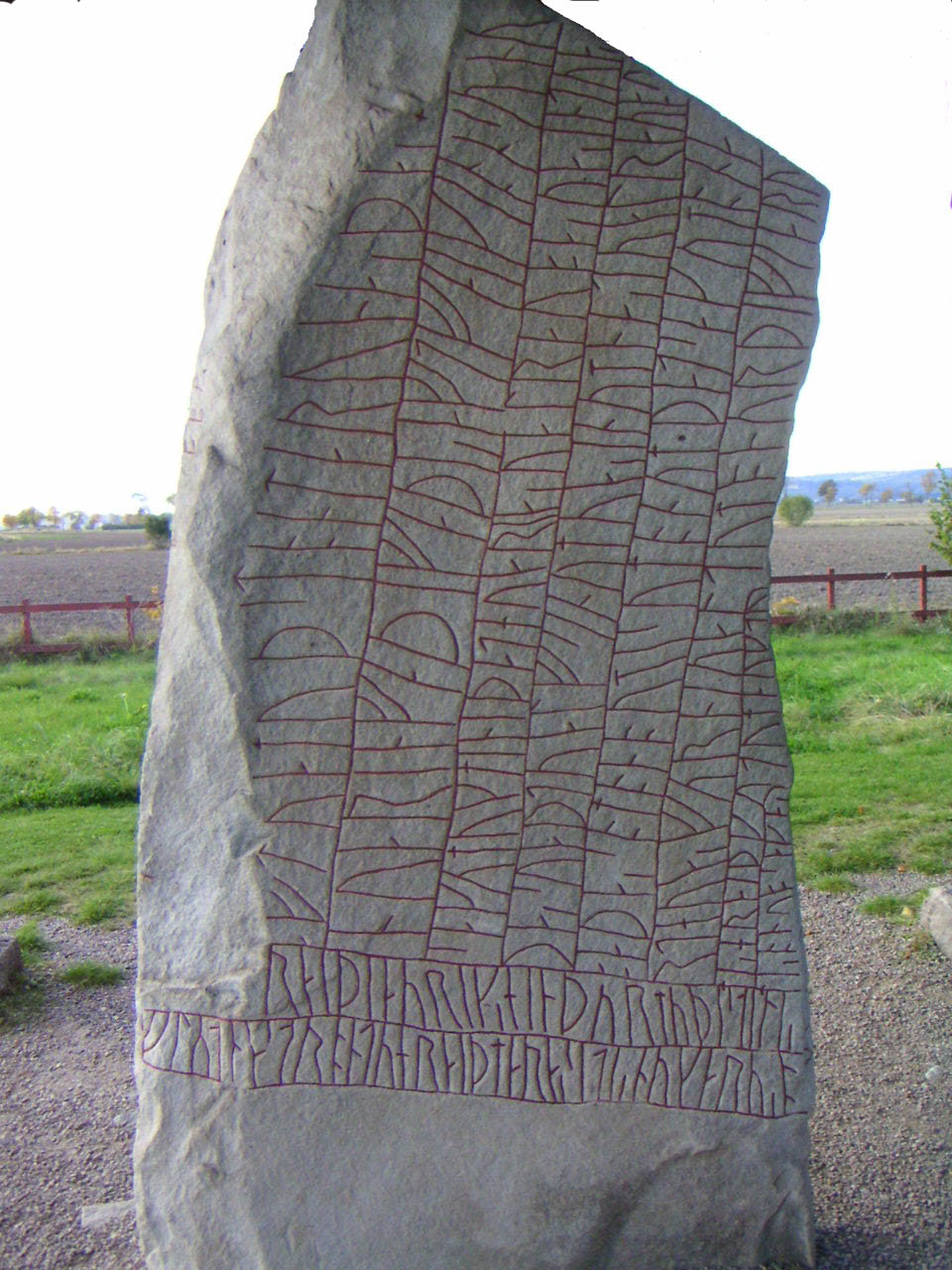
Pierre de Rök : runes
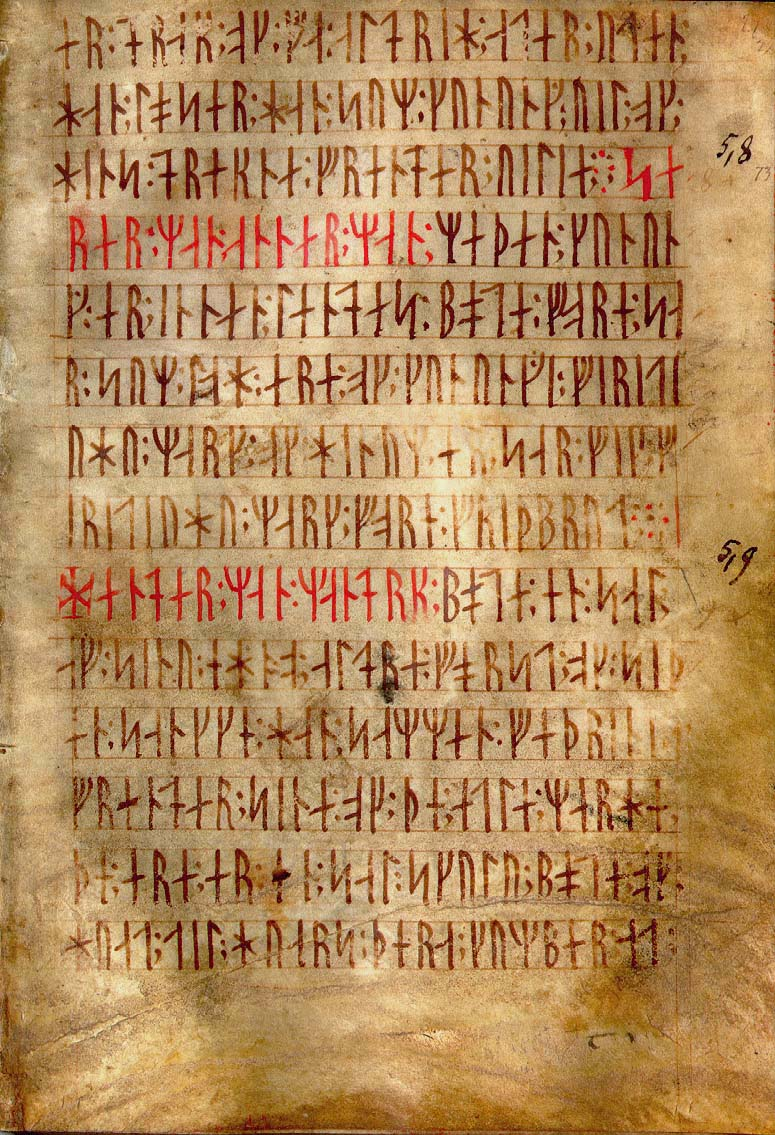
Codex Runicus, f 27r, vers 1300

Puis le vieux norrois (VIIe-XVe) cède progressivement la place au norrois "classique", ou moyen danois. 
La christianisation des peuples scandinaves s'impose.
La haute société adopte l'alphabet latin et la technique du parchemin.
La Danemark connaît un siècle de prospérité et de renaissance culturelle, entre 1150 et 1250, du fait du roi Valdemar Ier.
Au XIIe siècle, le Chronicon Lethrense (Harald Hildetand), le Chronicon Roskildense, la Brevis historia regum Dacie (Svendl Aagesen) sont parmi les premiers textes littéraires significatifs, en latin. Divers chroniqueurs et géographes germaniques accompagnent cette quête médiévale des sources.
La Geste des Danois (environ 1200), de Saxo Grammaticus (1150c-1220), écrite en prose et en vers latins, éditée en 1514 par Christiern Pedersen, évoque les périodes de l'histoire de la Scandinavie au Moyen Âge, avant l'An mille, donc essentiellement à l'âge des Vikings (793-1066), dans leur féodalité et leurs conquêtes, mais aussi leur quotidien et leurs croyances.
Peder Laale (da) (XIVe), légiste ou prêtre, collecte un millier de proverbes latins, qu'il traduit en danois (Parabolae / Ordbrosg).
L'historien danois Anders Sørensen Vedel (1542-1616) publie en 1591 son Hundredvisebogen (Livre des cent chants), recueil de ballades et chanson traditionnelles, ou poèmes médiévaux.
Peter Syv (1631-1702), Knud Lyne Rahbek (1760-1830) et d'autres continuent sa collecte.
- Liste des chroniques danoises (en)
- Littérature danoise médiévale (da)
- Littérature norroise
- Svendl Aagesen (1140c-1220c), Brevis historia regum Dacie
- Saxo Grammaticus (1150c-1220c), Geste des Danois (vers 1200
- Anders Sunesen (1167-1228), Hexaemeron

## XVIesiècle
Avec la Réforme protestante, le Danemark passe au luthéranisme en 1536, et au danois comme langue officielle, et langue de liturgie, et de traduction intégrale de la Bible par Christiern Pedersen en 1550.

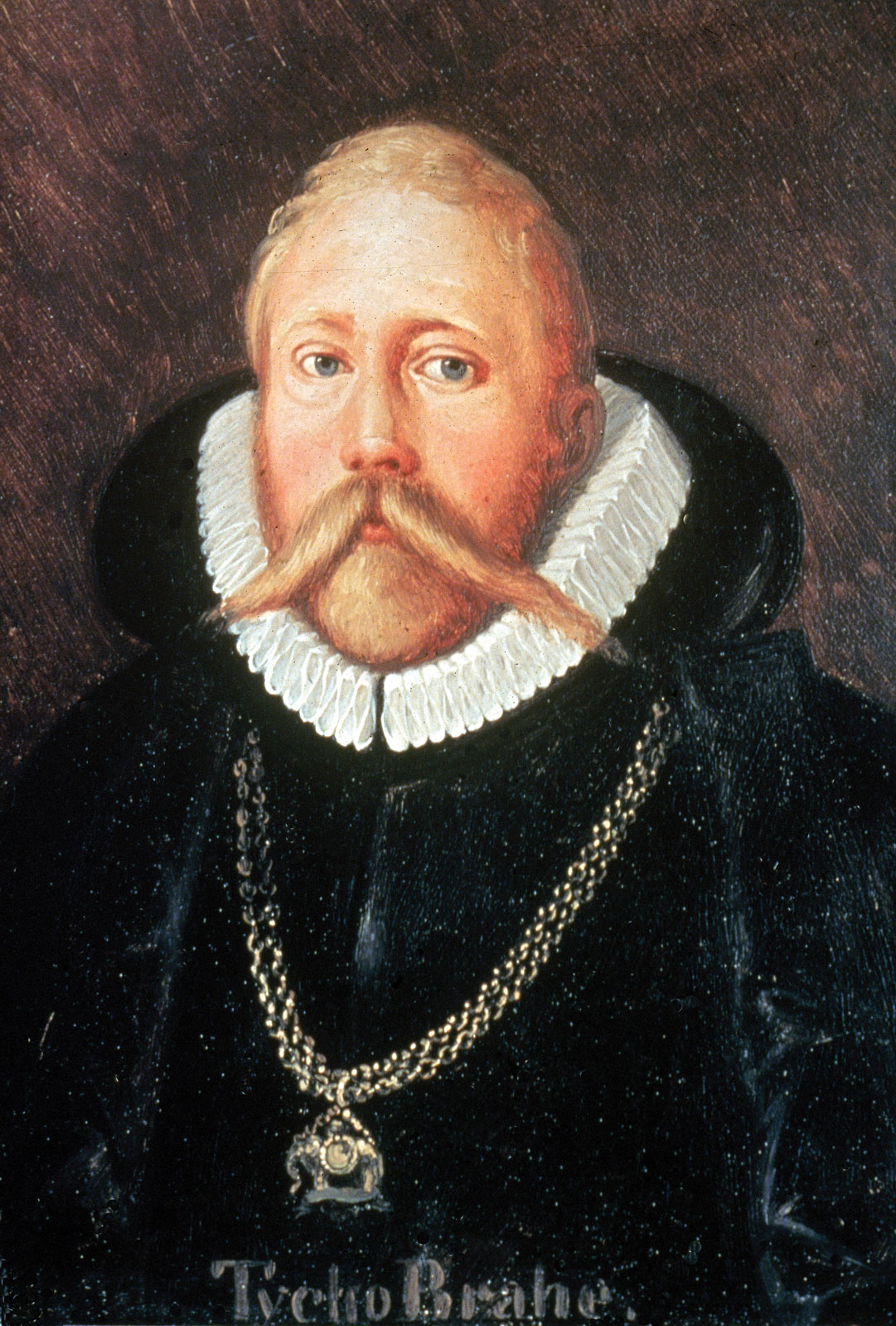
Tycho Brahe avec l'Ordre de l'Éléphant

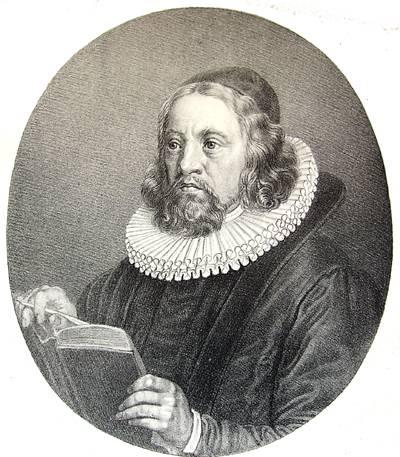
Thomas Kingo

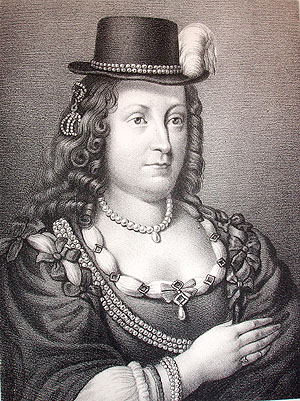
Leonora Christina Ulfeldt

### Réforme protestante (1530-1620)
Ce siècle produit principalement des textes religieux, chrétiens (réforme protestante), en danois, tout comme dans les pays voisins, en suédois, allemand ou néerlandais, mais aussi de nombreux textes scientifiques en latin.
- Christiern Pedersen (1480-1554), traducteur en danois de la Geste des Danois, et de la Bible.
- Frans Vormordsen (sv) (1491–1551)
- Hans Tausen (1494-1561), théologien, prédicateur, traducteur
- La Bible de Christian II (1524), traduction commandée par le roi Christian II de Danemark.
- Anders Sørensen Vedel (en) (1542-1616), prêtre, historien, traducteur, Hundredvisebogen (1591)
- En latin : Tycho Brahe (1546-1601, astronome), Sophie Brahe (1556c-1643), Peder Jakobsen Flemløse, Gellio Sasceride (en) (1562-1612), Heinrich Rantzau (1526-1598), Thomas Fincke (1561-1656).

## XVIIesiècle

### 1600-1720: baroque
- Thomas Kingo (1634-1703)
- Anders Christensen Arrebo (1587-1637)
- Arild Huitfeldt (1549-1609)
- Anders Christensen Bording (1619-1677)
- Leonora Christina Ulfeldt (1621-1698), Mémoires cachés de la comtesse emprisonnée

## XVIIIesiècle

### 1720-1802: lumières et piétisme
- Ludvig Holberg (1684-1754)
- Hans Adolf Brorson (1694–1764)
- Georg Christian Oeder (1728-1791), Flora Danica (1761..1883)
- Johann Friedrich Struensee (1737-1772)
- Johannes Ewald (1743-1781)
- Christian Falster (1690–1765)
- Christian Brauman Tullin (1728–1765)
- Johan Herman Wessel (1742-1785)
- Peter Andreas Heiberg (1758-1841)
- Knud Lyne Rahbek (1760-1830)
- Christian Levin Sander (1756-1819)
- Thomas Thaarup (1749–1829)
- Jens Immanuel Baggesen (1764-1826)

## XIXesiècle

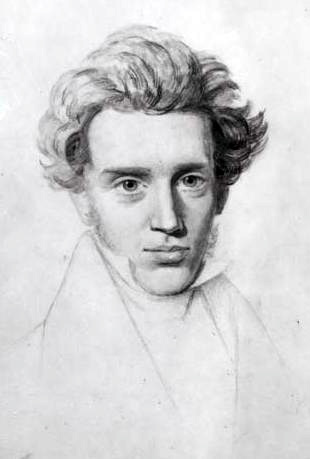
Søren Kierkegaard (1840c)

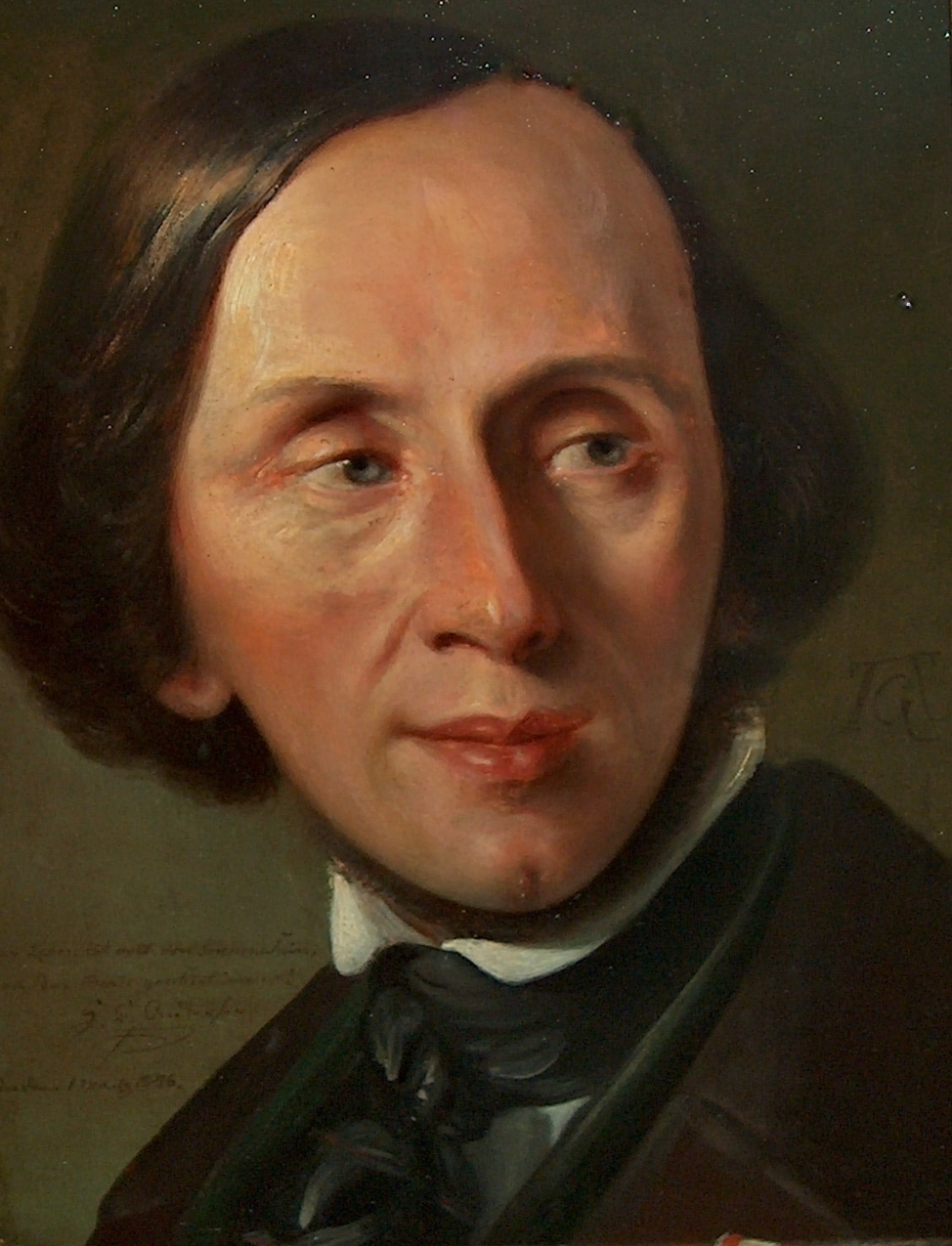
Hans Christian Andersen (1846)

L'âge d'or danois (artistique, culturel, intellectuel) serait manifeste en littérature avec le conteur Hans Christian Andersen (1805-1875) et le philosophe Søren Kierkegaard (1813-1855).
La fin du siècle(1870-1890) est marquée par la percée moderne (en) naturaliste scandinave.

### 1802-1830: romantisme
- Adam Gottlob Oehlenschläger (1779-1850), poète et dramaturge romantique
- Nikolai Frederik Severin Grundtvig (1783-1872), pasteur, linguiste, poète, historien
- Bernhard Severin Ingemann (1789-1862), romancier
- Adolph Wilhelm Schack von Staffeldt (de) (1769-1826), poète

### 1830-1871: réalisme
- Johan Ludvig Heiberg (poète) (1791-1860)
- Steen Steensen Blicher (1782-1848)
- Carsten Hauch (1790-1872)
- Thomasine Gyllembourg-Ehrensvärd (1773-1856)
- Nikolai Frederik Severin Grundtvig (1783-1872)
- Bernhard Severin Ingemann (1789-1862)
- Andreas Nikolai de Saint-Aubain (1798-1865)
- Christian Winther (1796-1876), poète
- Henrik Hertz (1797-1870)
- Thomas Overskou (1798–1874)
- Emil Aarestrup (1800-1856)
- Jens Christian Hostrups (1818–1892)
- Hans Christian Andersen (1805-1875)
- Frederik Paludan-Müller (1809-1876)
- Erik Bögh (1822–1899)
- Parmo Carl Ploug (1813–1894)
- Athalia Schwartz (1821-1871)
- Christian Knud Friedrich Molbech (1821–1888)
- Vilhelm Bergsøe (1835–1911)
- Meïr Aron Goldschmidt (1819–1887)
- Hans-Peter Holst (1811–1893), poète
- Emil Aarestrup (1800–1856), poète
- Hermann Frederik Ewald (1821–1908)
- Søren Kierkegaard (1813-1855)

### 1871-1920: naturalisme, impressionnisme, symbolisme
- Vilhelm Topsøe (1840-1881)
- Sophus Schandorph (en) (1836-1901), poète et romancier
- Holger Drachmann (1846-1908), poète et peintre
- Edvard Brandes (1847–1931), prix Nobel de littérature 1917
- Jens Peter Jacobsen (1847–1885), botaniste, poète, Niels Lyhne(1880)
- Herman Bang (1857–1912), romancier
- Henrik Pontoppidan (1857–1943), romancier réaliste
- Karl Adolph Gjellerup (1857-1919), poète, dramaturge, romancier
- Viggo Stuckenberg (en) (1863-1905), poète lyrique
- Sophus Claussen (1865-1931), journaliste, symboliste, poète et romancier
- Jeppe Aakjær (1866-1930)
- Johannes Jørgensen (1866-1956), poète, biographe, romancier
- Martin Andersen Nexø (1869-1954), romancier réaliste, Pelle le Conquérant, Ditte, enfant des hommes
- Johannes Vilhelm Jensen (1873–1950), prix Nobel de littérature 1944, journaliste, chroniqueur, romancier, essayiste, poète, sculpteur

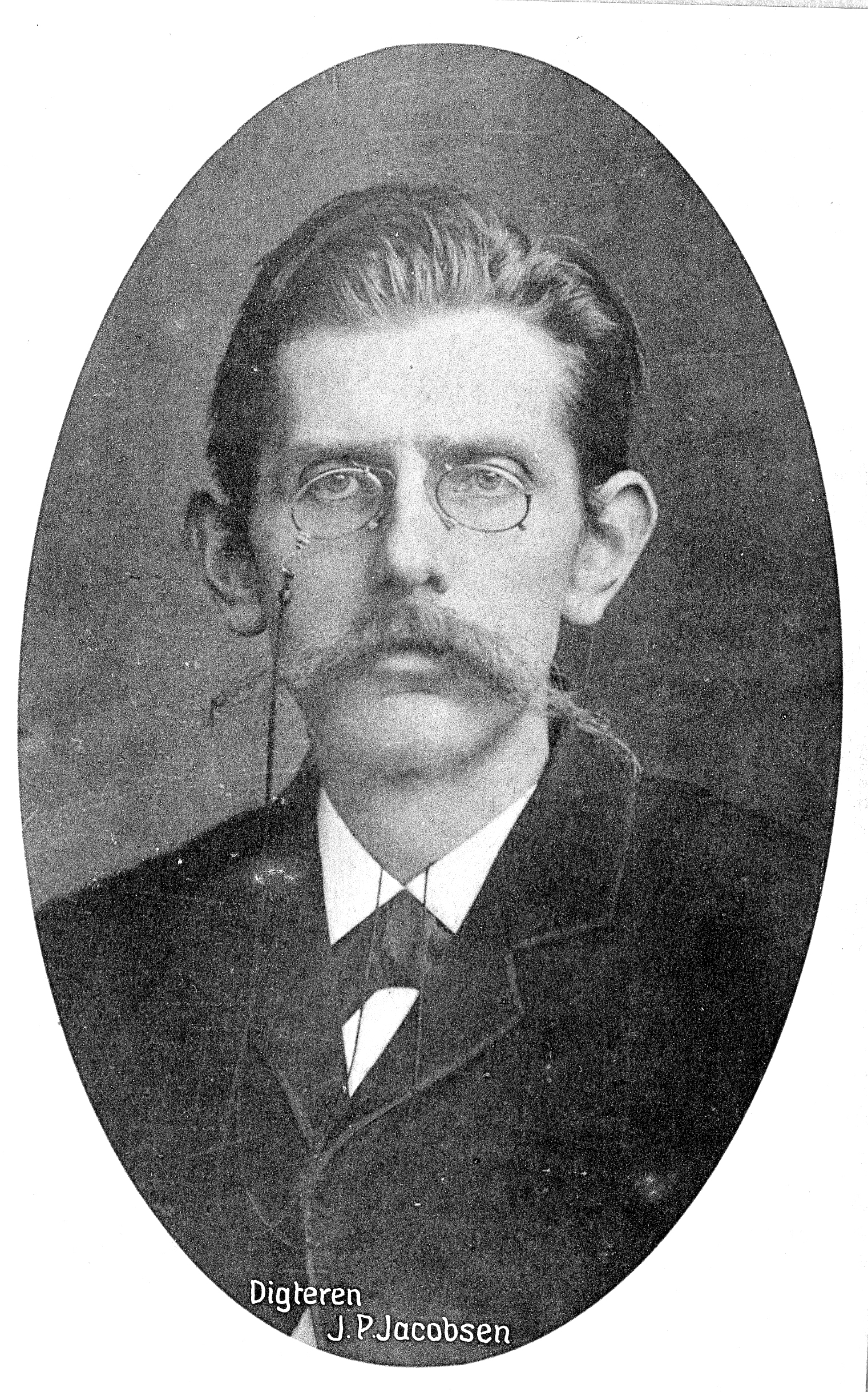
Jens Peter Jacobsen (1880c)
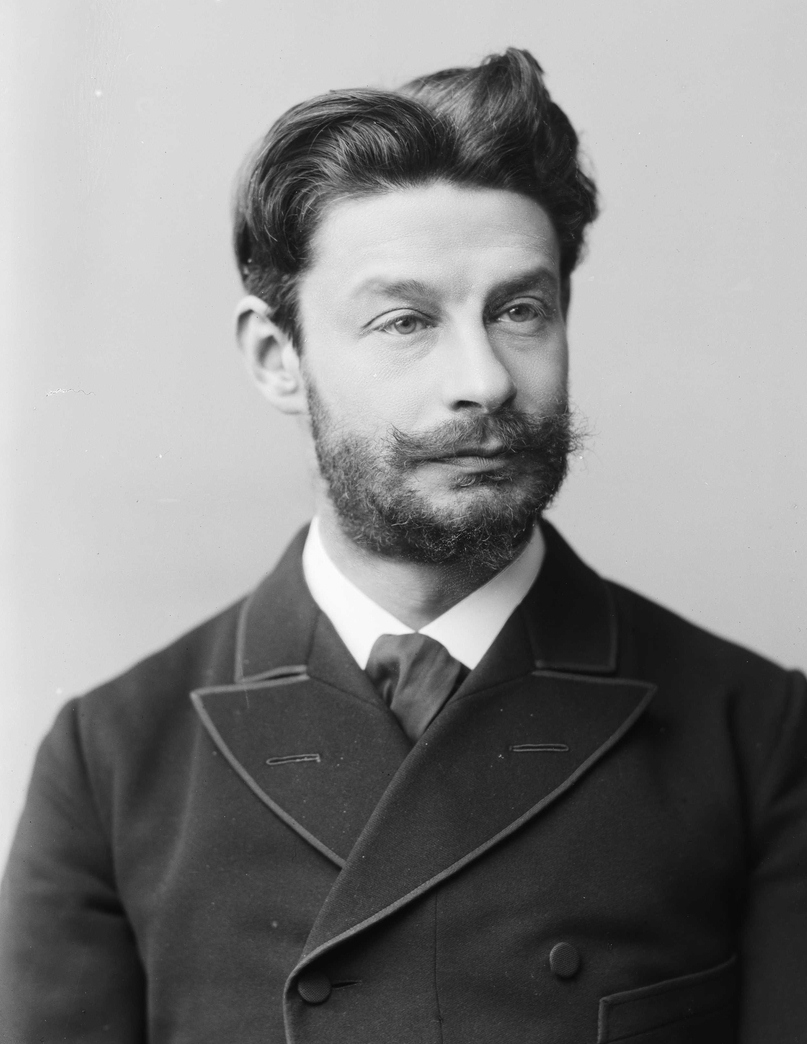
Georg Brandes (1886)
Holger Drachmann
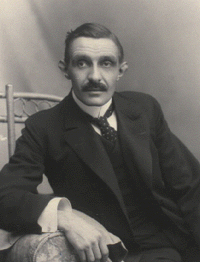
Herman Bang
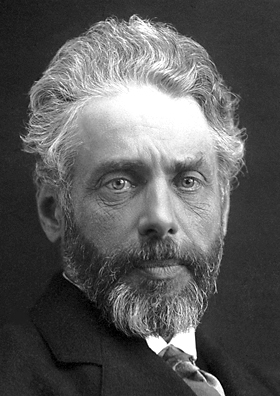
Henrik Pontoppidan (vers 1920)
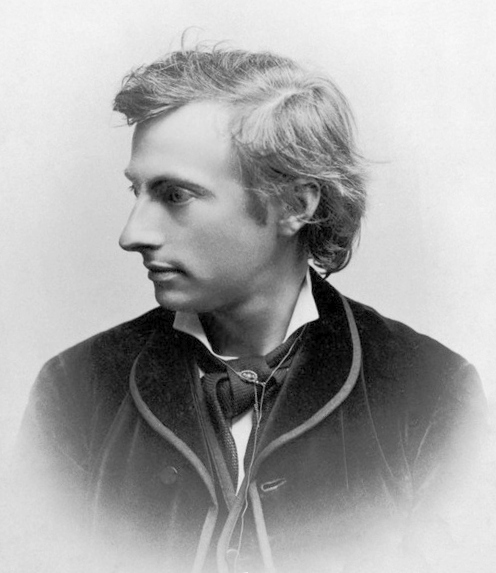
Karl Adolph Gjellerup
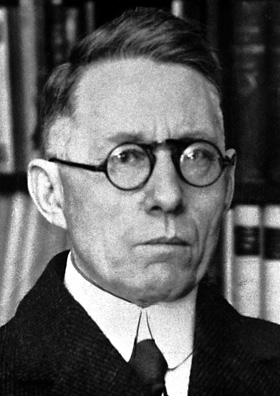
Johannes V. Jensen
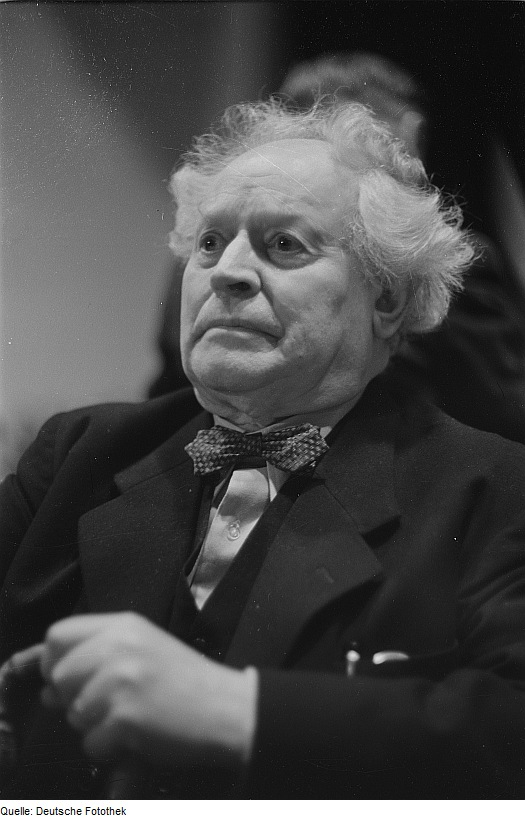
Martin Andersen Nexø
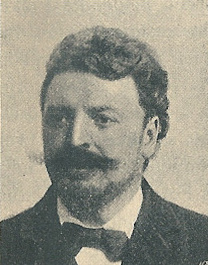
Sophus Claussen

## 

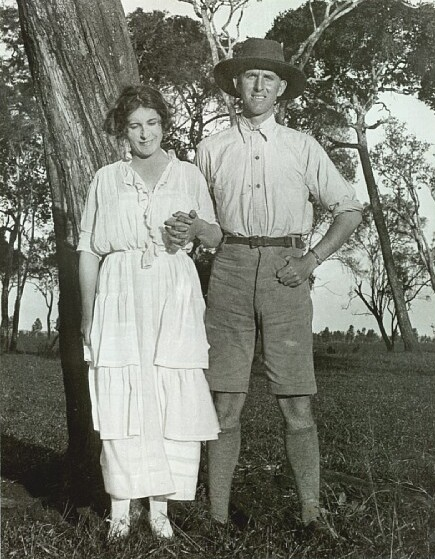
Karen Blixen et son frère Thomas Dinesen dans leur ferme africaine (années 1920)

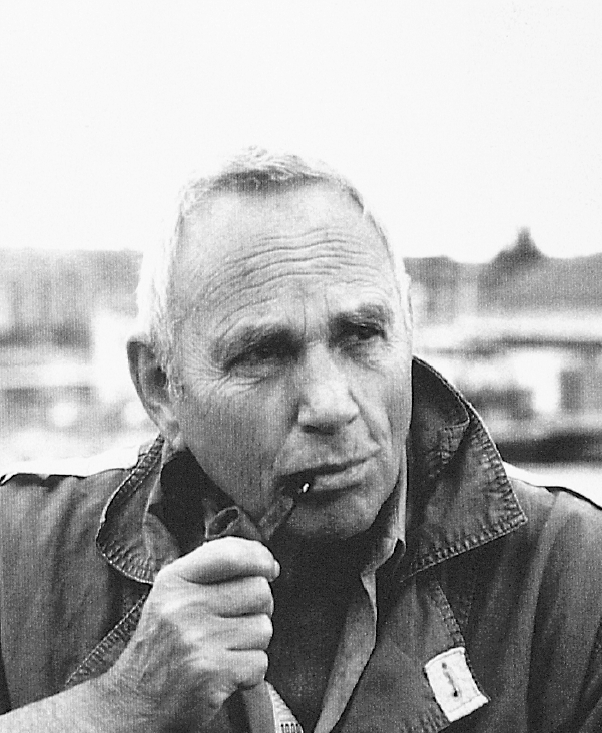
Jørn Riel

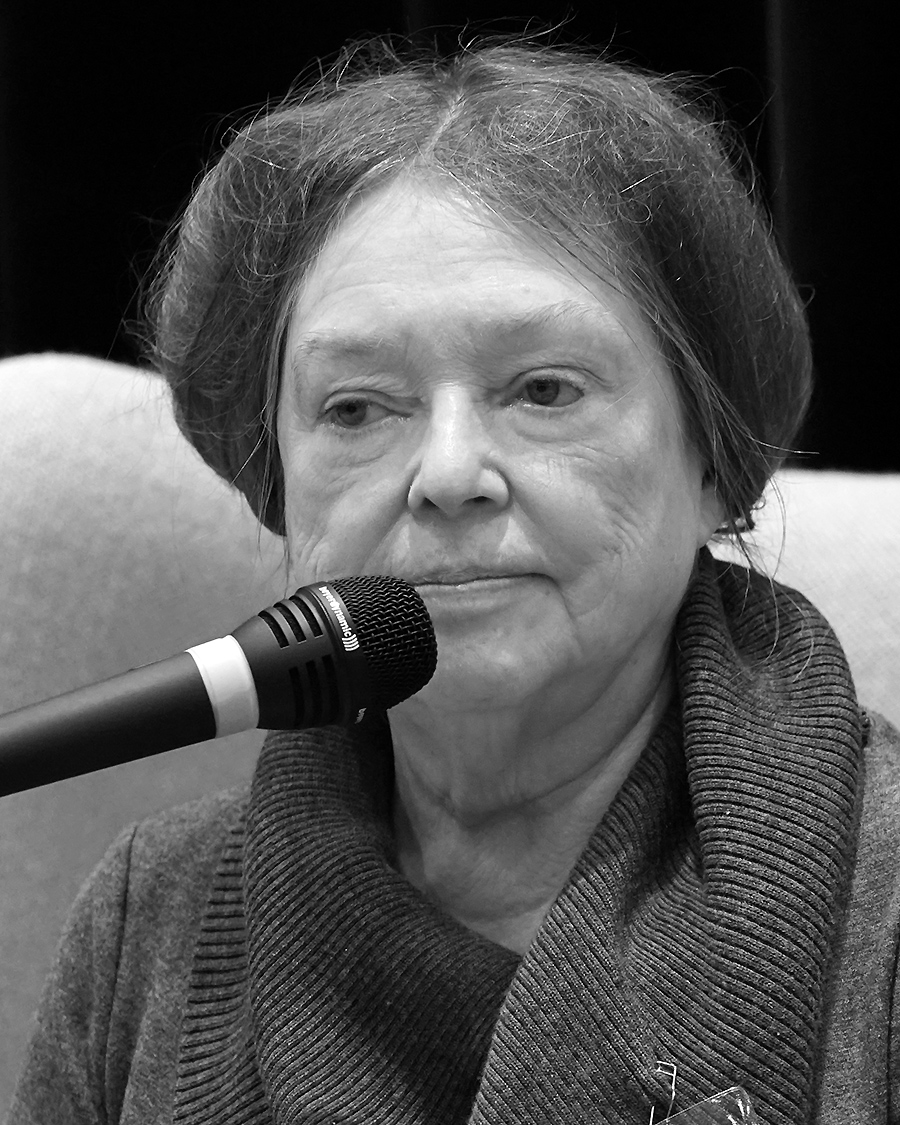
Dorrit Willumsen

## 20esiècle

### 1920-1945: expressionnisme, psychologisme, néoréalisme
- Tom Kristensen (de) (1893-1974)
- Hans Kirk (1898-1962)
- Karen Blixen (1885-1962)
- Hans Christian Branner (1903-1966)
- Jens August Schade (1903-1978)

### 1945-1990
- Elsa Gress (1918-1988)
- Per Hojholt (1928-)
- Jørgen Gustav Brandt (1929–2006)
- Martin Alfred Hansen (1909–1955)
- Thorkild Bjørnvig (1918–2004), poète
- Peter Seeberg (1925–1999), romancier et dramaturge
- Thorkild Hansen (1927–1989)
- Villy Sørensen (1929–2001
- Klaus Rifbjerg (1931–2015)
- Jørn Riel (1931-)
- Henrik Stangerup (1937–1998)
- Svend Aage Madsen (1939-)
- Anders Bodelsen (1937-)
- Ib Michael (1945-)
- Dan Turèll (1946–1993)

### 1968: féminisme
- Inger Christensen (1935-), poétesse
- Dorrit Willumsen (1940-)
- Dea Trier Mørch (1941-)
- Kirsten Thorup (1942-)
- Jette Drewsen (1943-)
- Suzanne Brøgger (1944-)
- Vita Andersen (1944-)

## 21esiècle

### Depuis 1990[1]
- Svend Aage Madsen (1939-)
- Bjarne Reuter (1950-)
- Jussi Adler-Olsen (1950-)
- Peter Hultberg (1955-)
- Peter Høeg (1957-)
- Jens Christian Grøndahl (1959-)
- Elsebeth Egholm (1960-)
- Kim Leine (1961-)
- Pia Juul (1962-)
- Naja Marie Aidt (1963-)
- Janne Teller (1964-)
- Helle Helle (1965-)
- Julie Hastrup (1968-)
- Jakob Ejersbo (1968-2008)
- Morten Brask (1970-)
- Morten Ramsland (da) (1971-), romancier , Tête de chien, L'œuf
- Kaspar Colling Nielsen (1974-), Les Outrages (2017)
- Niviaq Korneliussen (1990-, groenlandaise), Homo Sapienne (2014)
- Yahya Hassan (1995-)

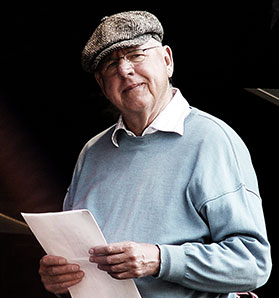
Klaus Rifbjerg
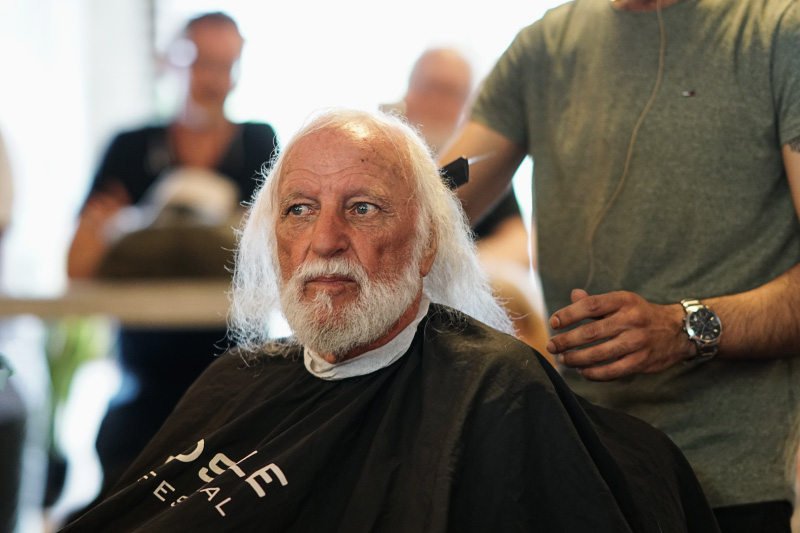
Svend Aage Madsen
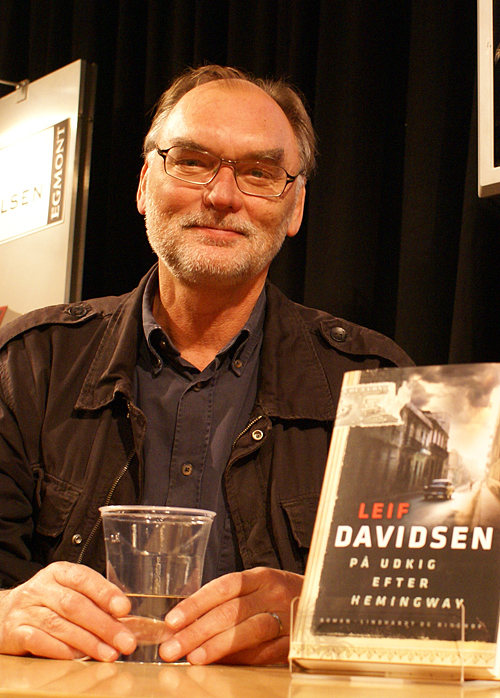
Leif Davidsen
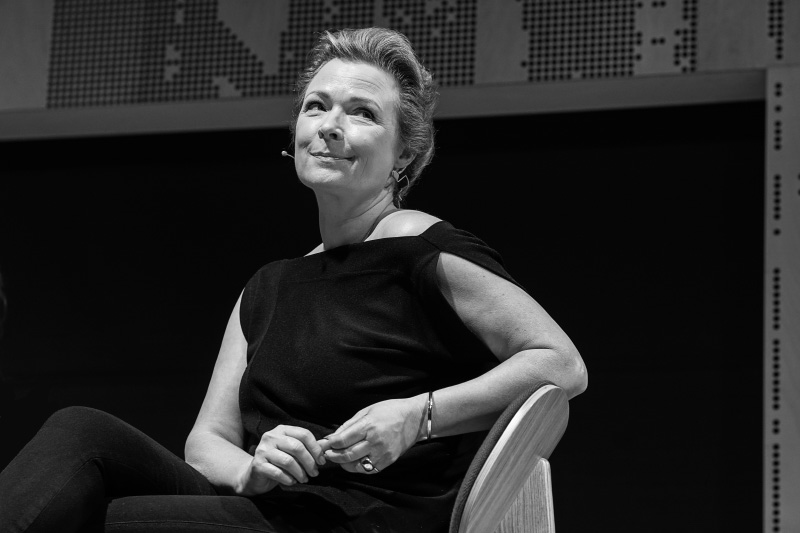
Helle Helle
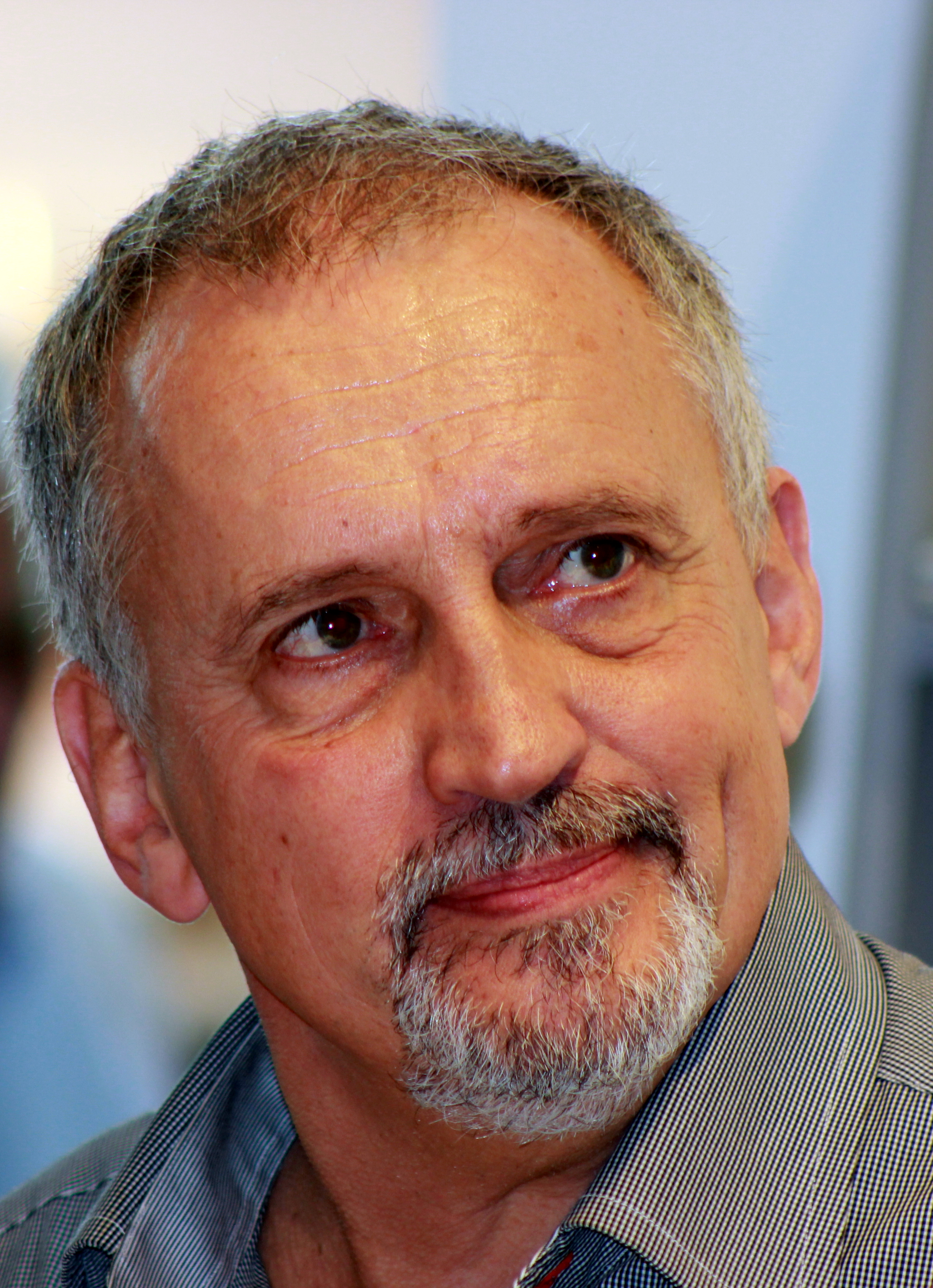
Jussi Adler-Olsen
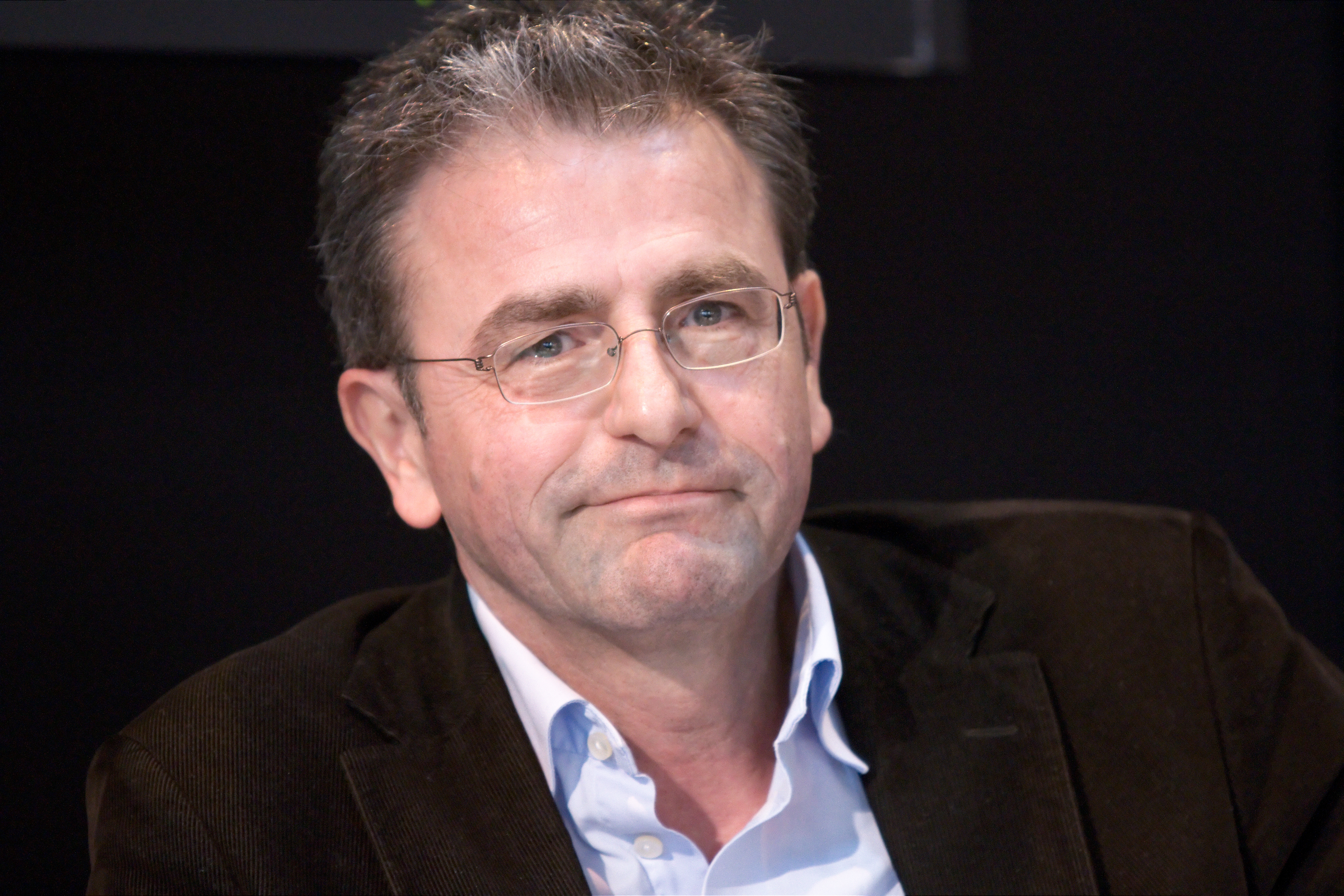
Jens Christian Grøndahl

## Poésie danoise
- Poésie danoise (en)
- Liste alphabétique de poètes danois (ou de langue danoise) (en)
- Poètes danois par siècle (en)

## Théâtre danois
Le théâtre danois (en), ce sont :
- des salles de théâtre au Danemark (7), dont Folketeatret,
- des centres de formation, dont École nationale de théâtre du Danemark, International School of Theatre Anthropology (ISTA),
- des compagnies de théâtre au Danemark (en), dont Odin Teatret,
- des spectacles et des pièces de théâtre danoises (>30 dans l'édition danoise)
- et tout le personnel de théâtre au Danemark (en)

## Écrivains danois
- Écrivains danois
- Écrivains danois par genre
  - Auteurs danois de roman policier
- Liste d'écrivains danois (de)

## Œuvres
- Œuvres littéraires danoises

## Institutions
- Bibliothèque universitaire de Copenhague (1482)
- Bibliothèque royale (Danemark) (1653), Le Diamant noir (bâtiment) (en)
- Bibliothèque d'art nationale danoise (1754)
- Bibliothèque Classen (en)
- Archives nationales (Danemark) (1889)
- Bibliothèque nationale du Groenland, Bibliothèque nationale des Féroé

- Prix littéraires au Danemark, (da) Prix littéraires danois[2]
  - Grand prix de littérature du Conseil nordique
  - Prix Hans-Christian-Andersen
  - Prix Harald-Mogensen
  - Prix Palle-Rosenkrantz
- Magazines littéraires publiés au Danemark (en)
- Louisiana Literature festival (en) (Copenhague, depuis 2010)
- Encyclopédies danoises (en)
- Noir nordique (de), genre littéraire/cinématographique/télévisuel de récit criminel